# Liste der Gerichte im Reichsland Elsaß-Lothringen
Diese Liste stellt die Gerichte im Reichsland Elsaß-Lothringen 1871 bis 1918 dar.

## Allgemeines
Nach der Abtretung Elsass-Lothringens im Frieden von Frankfurt an das Deutsche Reich 1871 wurde die Gerichtsstruktur mit dem Gesetz, betreffend Abänderung der Gerichtsverfassung vom 14. Juli 1871 und der Ausführungsbestimmung hierzu vom gleichen Tag neu geregelt.
Die bestehenden Appellationsgerichtshöfe in Colmar und Metz wurden aufgehoben und an ihrer Stelle das Oberappellationsgericht Colmar neu eingerichtet. Die bestehenden elf Arrondissementsgerichte wurden ebenfalls aufgehoben und ihre Aufgaben auf sechs Landgerichte als Gerichte erster Instanz übertragen. Beibehalten wurden die „justices de paix“ der französischen Gerichtsverfassung – wie auch sonst schon in den linksrheinischen Gebieten – als Friedensgerichte. Allerdings wurden von den zuletzt 95 kantonalen justices de paix zunächst nur 76 als Gerichtsstandorte bestätigt. Die anderen wurden durch Verordnung des Reichskanzlers vom 7. August 1871 aufgehoben. 1876 wurde je 3 weitere Friedensgerichte im Bezirk Lothringen (Delme, Dieuze und Albesdorf) sowie im Bezirk Unterelsaß (Drulingen, Sulz unterm Wald und Wörth) wieder neu errichtet.
Zum 1. Oktober 1879 traten die Änderungen des Gerichtsverfassungsgesetzes in Kraft. Die Eingangsgerichte wurden nun einheitlich im Reich als Amtsgerichte bezeichnet. Das Oberappellationsgericht in Colmar wurde zum Oberlandesgericht. Dabei wurden in fünf Fällen mehrere Friedensgerichtsbezirke zu jeweils einem Amtsgericht zusammengefasst.

## Liste der Landgerichte
| Landgericht            | Sitz       | Schwurgericht | Gerichtsbezirk |
| ---------------------- | ---------- | ------------- | --- |
| Landgericht Colmar     | Colmar     | Colmar        | den Bezirk des Arrondissementsgerichts Colmar und aus dem Bezirk des Arrondissementsgerichts Schlettstadt die Kantone Schlettstadt und Barr |
| Landgericht Metz       | Metz       | Metz          | die Bezirke der Arrondissementsgerichte Diedenhofen und Metz mit Ausnahme des Kantons Falkenberg, die deutschen Teile des Arrondissementsgerichtsbezirks Briey sowie aus dem Bezirk des Arrondissementsgerichts Château-Salins die Kantone Château-Salins-Delme, Dieuze und Vic                                 |
| Landgericht Mülhausen  | Mülhausen  | Colmar        | den Bezirk des Arrondissementsgerichts Mülhausen und den deutschen Teil des Arrondissementsgerichtes Belfort |
| Landgericht Saargemünd | Saargemünd | Metz          | den Bezirk des Arrondissementsgerichts Saargemünd, den Kantons Falkenberg und aus dem Bezirk des Arrondissementsgerichts Château-Salins den Kanton Albesdorf sowie aus dem Bezirk des Arrondissementsgerichts Zabern den Kanton Saar-Union-Drulingen                                                            |
| Landgericht Straßburg  | Straßburg  | Straßburg     | den Bezirk des Arrondissementsgerichts Weißenburg, den Bezirk des Arrondissementsgerichte Straßburg außer den Kantonen Molsheim und Wasselnheim, aus dem Bezirk des Arrondissementsgerichts Zabern den Kanton Hochfelden und aus dem Bezirk des Arrondissementsgerichts Schlettstadt den Kanton Benfeld-Erstein |
| Landgericht Zabern     | Zabern     | Straßburg     | den Bezirken der Arrondissementsgerichte Saarburg und Zabern, außer den Kantonen Hochfelden und Saarunion-Drulingen, aus dem Arrondissementsgericht Straßburg die Kantone Molsheim und Wasselnheim und aus dem Arrondissementsgericht Schlettstadt die Kantone Oberehnheim-Rosheim und Schirmeck-Sales          |

## Liste der Amtsgerichte
| Amtsgericht                      | Sitz                 | Landgericht            |
| -------------------------------- | -------------------- | ---------------------- |
| Amtsgericht Barr                 | Barr                 | Landgericht Colmar     |
| Amtsgericht Ensisheim            | Ensisheim            | Landgericht Colmar     |
| Amtsgericht Colmar               | Colmar               | Landgericht Colmar     |
| Amtsgericht Gebweiler            | Gebweiler            | Landgericht Colmar     |
| Amtsgericht Kaysersberg          | Kaysersberg          | Landgericht Colmar     |
| Amtsgericht Markirch             | Markirch             | Landgericht Colmar     |
| Amtsgericht Markolsheim          | Markolsheim          | Landgericht Colmar     |
| Amtsgericht Münster im Elsass    | Münster im Elsass    | Landgericht Colmar     |
| Amtsgericht Neu-Breisach         | Neu-Breisach         | Landgericht Colmar     |
| Amtsgericht Rappoltsweiler       | Rappoltsweiler       | Landgericht Colmar     |
| Amtsgericht Rufach               | Rufach               | Landgericht Colmar     |
| Amtsgericht Schlettstadt         | Schlettstadt         | Landgericht Colmar     |
| Amtsgericht Schnierlach          | Schnierlach          | Landgericht Colmar     |
| Amtsgericht Sulz im Oberelsaß    | Sulz im Oberelsaß    | Landgericht Colmar     |
| Amtsgericht Weiler               | Weiler               | Landgericht Colmar     |
| Amtsgericht Ars a. M.            | Ars a. M.            | Landgericht Metz       |
| Amtsgericht Bolchen              | Bolchen              | Landgericht Metz       |
| Amtsgericht Busendorf            | Busendorf            | Landgericht Metz       |
| Amtsgericht Château-Salins       | Château-Salins       | Landgericht Metz       |
| Amtsgericht Delme                | Delme                | Landgericht Metz       |
| Amtsgericht Deutschoth seit 1905 | Deutschoth           | Landgericht Metz       |
| Amtsgericht Diedenhofen          | Diedenhofen          | Landgericht Metz       |
| Amtsgericht Dieuze               | Dieuze               | Landgericht Metz       |
| Amtsgericht Hayingen seit 1895   | Hayingen             | Landgericht Metz       |
| Amtsgericht Metz                 | Metz                 | Landgericht Metz       |
| Amtsgericht Mörchingen seit 1909 | Mörchingen           | Landgericht Metz       |
| Amtsgericht Rémilly seit 1891    | Rémilly              | Landgericht Metz       |
| Amtsgericht Rombach seit 1893    | Rombach              | Landgericht Metz       |
| Amtsgericht Sierck               | Sierck               | Landgericht Metz       |
| Amtsgericht Vic                  | Vic                  | Landgericht Metz       |
| Amtsgericht Altkirch             | Altkirch             | Landgericht Mülhausen  |
| Amtsgericht Dammerkirch          | Dammerkirch          | Landgericht Mülhausen  |
| Amtsgericht Hirsingen            | Hirsingen            | Landgericht Mülhausen  |
| Amtsgericht Hüningen             | Hüningen             | Landgericht Mülhausen  |
| Amtsgericht Masmünster           | Masmünster           | Landgericht Mülhausen  |
| Amtsgericht Mülhausen            | Mülhausen            | Landgericht Mülhausen  |
| Amtsgericht Pfirt                | Pfirt                | Landgericht Mülhausen  |
| Amtsgericht Sankt Amarin         | Sankt Amarin         | Landgericht Mülhausen  |
| Amtsgericht Sennheim             | Sennheim             | Landgericht Mülhausen  |
| Amtsgericht Sierenz              | Sierenz              | Landgericht Mülhausen  |
| Amtsgericht Thann                | Thann                | Landgericht Mülhausen  |
| Amtsgericht Albesdorf            | Albesdorf            | Landgericht Saargemünd |
| Amtsgericht Bitsch               | Bitsch               | Landgericht Saargemünd |
| Amtsgericht Drulingen            | Drulingen            | Landgericht Saargemünd |
| Amtsgericht Falkenberg i. Lothr. | Falkenberg i. Lothr. | Landgericht Saargemünd |
| Amtsgericht Forbach              | Forbach              | Landgericht Saargemünd |
| Amtsgericht Grosstänchen         | Grosstänchen         | Landgericht Saargemünd |
| Amtsgericht Rohrbach             | Rohrbach             | Landgericht Saargemünd |
| Amtsgericht Saaralben            | Saaralben            | Landgericht Saargemünd |
| Amtsgericht Saargemünd           | Saargemünd           | Landgericht Saargemünd |
| Amtsgericht Saarunion            | Saarunion            | Landgericht Saargemünd |
| Amtsgericht Sankt Avold          | Sankt Avold          | Landgericht Saargemünd |
| Amtsgericht Benfeld              | Benfeld              | Landgericht Straßburg  |
| Amtsgericht Bischweiler          | Bischweiler          | Landgericht Straßburg  |
| Amtsgericht Brumath              | Brumath              | Landgericht Straßburg  |
| Amtsgericht Erstein seit 1891    | Erstein              | Landgericht Straßburg  |
| Amtsgericht Hagenau              | Hagenau              | Landgericht Straßburg  |
| Amtsgericht Hochfelden           | Hochfelden           | Landgericht Straßburg  |
| Amtsgericht Illkirch             | Illkirch             | Landgericht Straßburg  |
| Amtsgericht Lauterburg           | Lauterburg           | Landgericht Straßburg  |
| Amtsgericht Niederbronn          | Niederbronn          | Landgericht Straßburg  |
| Amtsgericht Schiltigheim         | Schiltigheim         | Landgericht Straßburg  |
| Amtsgericht Straßburg            | Straßburg            | Landgericht Straßburg  |
| Amtsgericht Sulz u. W.           | Sulz unterm Wald     | Landgericht Straßburg  |
| Amtsgericht Truchtersheim        | Truchtersheim        | Landgericht Straßburg  |
| Amtsgericht Weißenburg           | Weißenburg           | Landgericht Straßburg  |
| Amtsgericht Wörth                | Wörth                | Landgericht Straßburg  |
| Amtsgericht Buchsweiler          | Buchsweiler          | Landgericht Zabern     |
| Amtsgericht Finstingen           | Finstingen           | Landgericht Zabern     |
| Amtsgericht Lörchingen           | Lörchingen           | Landgericht Zabern     |
| Amtsgericht Lützelstein          | Lützelstein          | Landgericht Zabern     |
| Amtsgericht Molsheim             | Molsheim             | Landgericht Zabern     |
| Amtsgericht Oberehnheim          | Oberehnheim          | Landgericht Zabern     |
| Amtsgericht Pfalzburg            | Pfalzburg            | Landgericht Zabern     |
| Amtsgericht Rosheim seit 1884    | Rosheim              | Landgericht Zabern     |
| Amtsgericht Saarburg i. Lothr.   | Saarburg i. Lothr.   | Landgericht Zabern     |
| Amtsgericht Schirmeck            | Schirmeck            | Landgericht Zabern     |
| Amtsgericht Wasselnheim          | Wasselnheim          | Landgericht Zabern     |
| Amtsgericht Zabern               | Zabern               | Landgericht Zabern     |

Nach Errichtung der Amtsgerichte in Rosheim, Erstein, Remilly, Rombach und Hayingen war das Amtsgericht Deutschoth die letzte Neuerung der Justizverwaltung bis zum Kriegsende 1918. Damit war die Zahl der Amtsgerichte des Reichslandes von ursprünglich 72 im Laufe von 21 Jahren auf 78 angestiegen.
Nach der Rückkehr Elsass-Lothringens zu Frankreich nach dem Ersten Weltkrieg wurden die Amtsgerichte in „tribunaux cantonaux“ und die Landgerichte in „tribunaux regionaux“ umbenannt, jedoch in ihren Funktionen weitgehend erhalten. Auch blieb das Oberlandesgericht Colmar als cour d’appel weiter für seinen bisherigen Sprengel zuständig. Im Jahre 1931 wurde ein weiteres „Tribunal regional“ mit Sitz in Thionville (Diedenhofen) errichtet. Im Zweiten Weltkrieg wurde 1940 von der deutschen Besatzungsmacht die vorgefundene Gerichtsstruktur unter Verwendung deutscher Ortsnamen und Behördenbezeichnungen – allerdings unter Berücksichtigung der Bezirksgrenze zwischen dem Elsass und Lothringen – fortgeführt. Siehe hierzu Liste der Gerichte im Elsass 1940–1944 und Liste der Gerichte im CdZ-Gebiet Lothringen.

## Rheinschifffahrtsgerichte
Als Rheinschifffahrtsgerichte waren festgelegt: Amtsgericht Ensisheim, Markolsheim, Neu-Breisach, Hüningen, Mülhausen, Sierenz, Benfeld, Bischweiler, Brumath, Illkirch, Lauterburg und Straßburg.